# Uummannaq (Sermersooq)
Uummannaq leží v kraji Sermersooq v Grónsku. Nachází se asi 56 km severovýchodně od Nuuku a asi 26 km severozápadně od Kapisillitu. Název Uummannaq znamená „ve tvaru srdce“. Toto místo nemá nic společného s městem Uummannaq na severu Grónska.

## Moravští bratři
V roce 1861 na tomto místě založili Moravští bratři svou pátou misijní stanici v Grónsku. Moravané působili v Grónsku do 26. března 1900, kdy po státní reformě byly jejich misionářské stanice předány dánským luteránským farnostem.

### Související článek
- Grónské misie Moravských bratří